# Pontiere (cacciatorpediniere)
Il Pontiere è stato un cacciatorpediniere della Regia Marina.

## Storia
All'entrata dell'Italia nella prima guerra mondiale il Pontiere faceva parte della IV Squadriglia Cacciatorpediniere, di base a Brindisi, che formava unitamente ai cacciatorpediniere Ascaro, Alpino, Carabiniere, Fuciliere e Zeffiro. Comandava la nave il capitano di corvetta Mancini.
Il 29 maggio 1915 fornì sostegno, insieme ai gemelli Alpino e Corazziere, ad una formazione di cacciatorpediniere (Lanciere, Bersagliere, Artigliere, Garibaldino) incaricata di bombardare l'impianto chimico «Adria-Werke» di Monfalcone, sede di produzione di gas asfissianti.
Il 7 giugno l'azione contro la fabbrica «Adria-Werke» fu reiterata.
Alle 19 dell'8 giugno 1916 salpò da Valona (ancora al comando del capitano di corvetta Mancini) per scortare in Italia, unitamente all'esploratore Libia ed ai cacciatorpediniere Impavido, Insidioso ed Espero, i trasporti truppe Romagna e Principe Umberto, che imbarcavano il 55º Reggimento Fanteria (2605 effettivi). Il convoglio, dopo un breve tratto, fu attaccato dal sommergibile austroungarico U 5: il Principe Umberto, centrato a poppa da due siluri, affondò in pochi minuti una quindicina di miglia a sudovest di Capo Linguetta, trascinando con sé 1926 dei 2821 uomini a bordo. Le unità della scorta non poterono che dare inutilmente la caccia all’U 5 e recuperare i superstiti.
L'11 febbraio 1917 il Pontiere (comandante Cappelli) fornì scorta ed appoggio, insieme ai gemelli Fuciliere, Carabiniere ed Alpino, alle torpediniere 19 OS, 20 OS, 21 OS e 22 OS ed a 6 aerei francesi, ad un gruppo di cinque idrovolanti (2 francesi e 3 italiani) inviati in ricognizione su Pola.
Nella notte tra il 13 ed il 14 agosto del medesimo anno la nave lasciò Venezia unitamente ai cacciatorpediniere Animoso, Ardente, Audace, Giuseppe Cesare Abba, Vincenzo Giordano Orsini, Giovanni Acerbi, Giuseppe Sirtori, Francesco Stocco, e Carabiniere per scontrarsi con un gruppo di navi nemiche – cacciatorpediniere Streiter, Reka, Velebit, Sharfschutze e Dinara e 6 torpediniere – che avevano appoggiato un'incursione aerea contro la piazzaforte veneta; tuttavia solo l’Orsini riuscì ad avere un breve e fugace contatto con le navi austriache.
Il 24 settembre 1917 Pontiere, Carabiniere e Zeffiro salparono da Venezia per intervenire in uno scontro tra le torpediniere costiere 9 PN, 10 PN, 11 PN e 12 PN e quattro cacciatorpediniere austro-ungarici, ma il combattimento ebbe termine, in seguito all'intervento di aerei italiani, prima dell'arrivo delle navi salpate da Venezia.
Declassato a torpediniera nel 1921, il Pontiere fu radiato nel 1929 ed avviato alla demolizione.